# Brian Bell (muzyk)

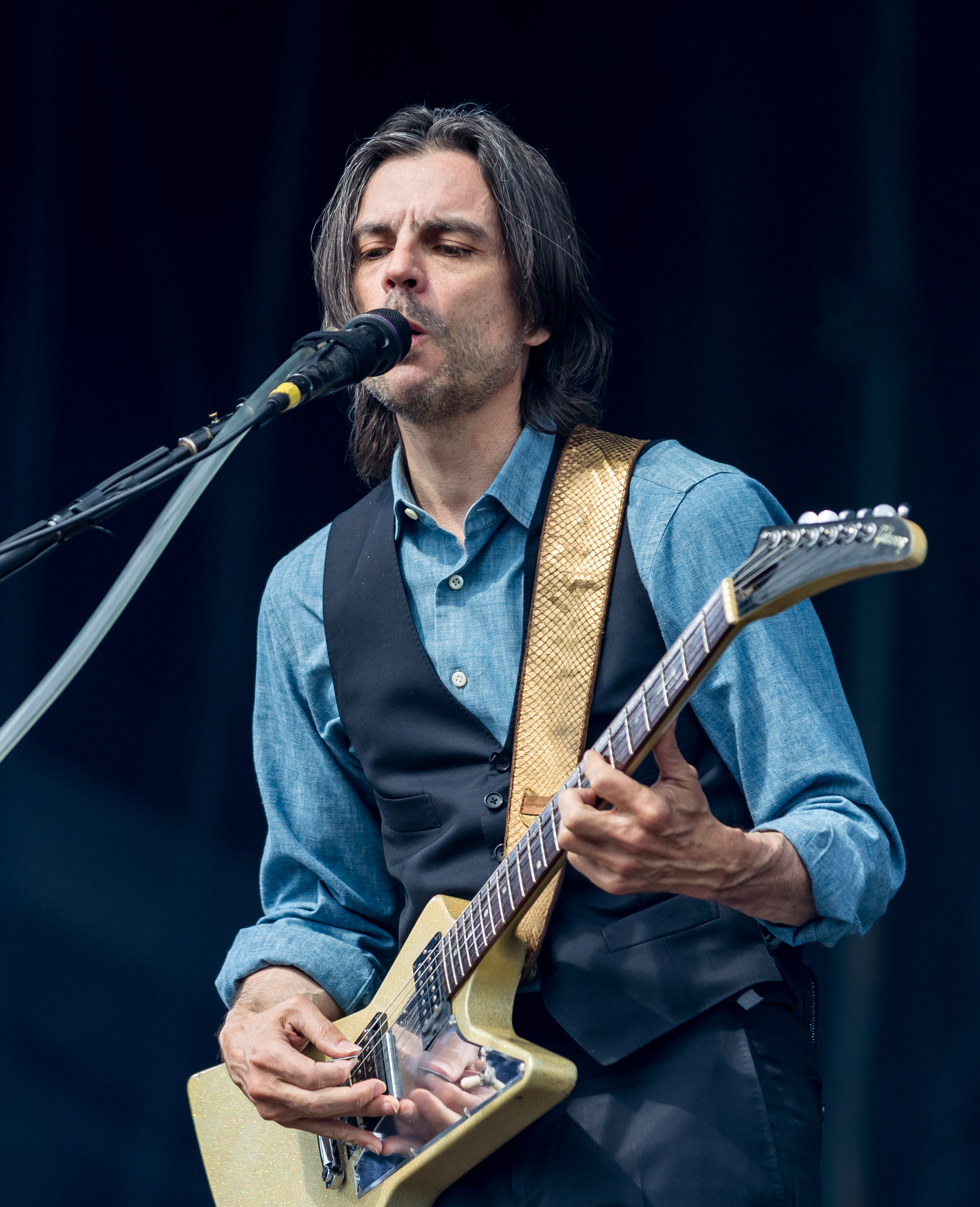
Brian Bell

Brian Bell (ur. 9 grudnia 1968 w Iowa City) – amerykański muzyk, członek amerykańskiego zespołu Weezer, w którym gra na gitarze oraz śpiewa. Występuje również w założonym przez siebie zespole Space Twins oraz w projekcie o nazwie The Relationship.

## Filmografia
- Sound City (jako on sam, 2013, film dokumentalny, reżyseria: Dave Grohl)[1]